# فهرست میراث جهانی در صربستان
میراث جهانی در صربستان شامل ۵ اثر فرهنگی است.
سایت‌های میراث جهانی سازمان آموزشی، علمی و فرهنگی ملل متحد، یونسکو مکان‌هایی هستند که دارای اهمیت فرهنگی یا طبیعی هستند، همان‌طور که در پیمان‌نامه میراث جهانی یونسکو، که در سال ۱۹۷۲ بنیان‌گذاری شده، شرح داده شده‌است. موضوع آن حفظ آثار تاریخی، طبیعی و فرهنگی بشر است که اهمیت جهانی دارند و متعلق به تمام انسان‌های زمین، فارغ از نژاد، مذهب و ملیت خاص، می‌باشند. برپایه این کنوانسیون کشورهای عضو یونسکو، می‌توانند آثار تاریخی، طبیعی و فرهنگی کشور خود را نامزد ثبت به‌عنوان میراث جهانی کنند. حفاظت از این آثار پس از ثبت، در عین باقی‌ماندن در حیطه حاکمیت کشور مربوط، به عهده تمام کشورهای عضو خواهد بود. مکان‌های میراث جهانی ثبت‌شده در سازمان یونسکو، مکان‌هایی مانند جنگل، کوه، آبگیر، صحرا، بقعه، ساختمان، مجموعه یا شهر هستند. به دنبال فروپاشی یوگسلاوی، صربستان این پیمان‌نامه را در ۱۱ سپتامبر ۲۰۰۱ پذیرفت و از آن هنگام، مکان‌های طبیعی و فرهنگی صربستان واجد شرایط برای گنجانده شدن در فهرست میراث جهانی هستند.
تا تاریخ ۲۰۲۱، پنج سایت در فهرست میراث جهانی صربستان و یازده سایت در فهرست آزمایشی قرار دارد. نخستین سایتی که صربستان به فهرست افزود استاری راس و سوپوچانی بودند که در سومین نشستن یونسکو در سال ۱۹۷۹ ثبت شد. دیگر سایت‌ها در سال‌های ۱۹۸۶، ۲۰۰۴، ۲۰۰۷ و ۲۰۱۷ به فهرست افزوده شدند. تمامی سایت‌ها به عنوان میراث فرهنگی فهرست شدند، همانطور که با معیارهای سازمان یونسکو مشخص شدند. چهارتا از سایت‌ها متعلق به دورهٔ قرون وسطی هستند در حالی که پنجمی، مجموعهٔ گامزیگارد متعلق به دوران باستان متأخر است. سایت بناهای قرون وسطایی در کوزوو، که نخست در سال ۲۰۰۴ به فهرست افزوده شد و دو سال بعد گسترش یافت، از سال ۲۰۰۶ به دلیل سختی‌های مدیریت و حفاظت ناشی از بی‌ثباتی سیاسی منطقه و جنگ کوزوو، به فهرست میراث جهانی در معرض خطر افزوده شد. سایت گورستان سنگ‌قبر‌های قرون وسطایی استچسی فراملی است و با کشورهای همسایه بوسنی و هرزگوین، کرواسی و مونته‌نگرو مشترک است.

## سایت‌های میراث جهانی
یونسکو سایت‌ها را با ده معیار فهرست می‌کند. هر ورودی باید حداقل یکی از معیارها را داشته باشد.
| # | نگاره              | نام                                  | موقعیت                        | سال ثبت | ش ثبتمعیارها      | شرح | منبع         |
| ۱ |                    | استاری راس و سوپوچانی                | نووی پازار                    | ۱۹۷۹    | ۹۶ i, iii         | استاری راس نخستین پایتخت صربستان بود و شامل گروه چشمگیری از بناهای قرون وسطایی مانند دژها، کلیساها و صومعه‌ها است. صومعهٔ سوپوچانی یادآور روابط میان جهان بیزانسی و تمدن غربی است. | [ ۴ ]        |
| ۲ |                    | دیر استودنیچا                        | کرالیفو                       | ۱۹۸۶    | ۳۸۹ i, ii, iv, vi | استودنیچا، که در اواخر سدهٔ دوازدهم میلادی به دست استفان نمانیا، بنیان‌گذار کشور قرون وسطایی صربستان ساخته شد، بزرگ‌ترین و باشکوه‌ترین صومعه‌های ارتدکس صربستان است. دو بنای شاخص آن، کلیسای باکده و کلیسای شاه، هردو از مرمر سفید ساخته شدند و مجموعه‌های گرانبهایی از نقاشی‌های بیزانسی سده سیزدهم و چهاردهم را در خود جای داده‌اند. | [ ۱۲ ]       |
| ۳ |                    | بناهای قرون وسطایی در کوزوو          | دچانی، گراچانیتسا، پچ، پریزرن | ۲۰۰۴    | ۷۲۴ ii, iii, iv   | این سایت شامل چهار بنا می‌شود: صومعه گراچانیتسا، کلیسای بانوی ما از لیویش، صومعه اسقف بزرگ پچ و صومعهٔ ویسوکی دچانی.چهار بنای این سایت، با سبک متمایز نقاشی دیواری، که میان سده‌های ۱۳ و ۱۷ در بالکان توسعه یافته‌است، نشان‌دهنده نقاط برجسته فرهنگ کلیسایی بیزانس-رومانسک است. این سبک نقش تعیین‌کننده‌ای در هنر بعدی بالکان ایفا کرد. این سایت به دلیل سختی‌های مدیریت و حفاظت ناشی از بی‌ثباتی سیاسی منطقه و جنگ کوزوو، به فهرست میراث جهانی در معرض خطر افزوده شد. | [ ۵ ] [ ۱۳ ] |
| ۴ | Palace of Galerius | گامزیگارد                            | زایچار                        | ۲۰۰۷    | ۱۲۵۳ iii, iv      | مجموعه قصر و مجموعه یادبود مستحکم روم پسین در اواخر سدهٔ سوم و ابتدای سدهٔ چهارم به دستور امپراتور گالریوس ساخته شد. این مکان به عنوان فلیکس رومولیانا شناخته می‌شد که پس از مادر امپراتور نام‌گذاری شده بود. این سایت شامل استحکامات، کاخ در بخش شمال‌غربی، کلیساهای بازیلیکا، پرستشگاه‌ها و حمام‌های گرم است.این گروه از ساختمان‌ها همچنین در درهم آمیختگی عملکردهای تشریفاتی و یادبود بی‌نظیر هستند.                                                                | [ ۱۴ ]       |
| ۵ | Mramorje, Perućac  | گورستان سنگ‌قبر‌های قرون وسطایی استچسی | پروچاتس، راستیشته، خرتا       | ۲۰۱۶    | ۱۵۰۴ iii, vi      | استچسی یا سنگ‌قبرهای قرون وسطایی بناهای سنگی یکپارچه هستند که در منطقه‌هایی از کشورهای امروزی بوسنی و هرزگوین، بخش‌هایی از کرواسی، صربستان و مونته‌نگرو یافت می‌شوند. این سنگ‌ها نخست در سدهٔ دوازدهم پدیدار شدند و در سده‌های ۱۴ و ۱۵ به اوج خود رسیدند. سه سایت در صربستان شامل این نامزدی می‌شود: پروچاتس، راستیشته و خرتا. | [ ۱۰ ]       |

## فهرست آزمایشی
افزون بر سایت‌های موجود در فهرست میراث جهانی، کشورهای عضو می‌توانند فهرستی از سایت‌های آزمایشی را که ممکن است برای نامزدی در نظر بگیرند، در این فهرست قرار دهند. نامزدها در فهرست میراث جهانی تنها در صورتی پذیرفته می‌شوند که سایت پیش‌تر در فهرست آزمایشی قرار داشته باشد.
تا تاریخ ۲۰۲۱، صربستان ۱۱ اثر در فهرست آزمایشی خود دارد.
| #  | نگاره                 | نام                            | موقعیت                             | سال ثبت | ش ثبتمعیارها        | شرح | منبع   |
| ۱  |                       | پارک ملی جرداپ                 | ناحیه بور                          | ۲۰۰۲    | ۱۶۹۳ vii, x         | پارک ملی شامل درهٔ جرداپ از رود دانوب می‌شود. این منطقه پدیده‌های ریخت‌شناسی گوناگونی مانند تنگه‌ها، کارست‌های برجسته و فلات‌های آهکی را نشان می دهد و خانه‌ای برای گونه‌های مختلفی از جانوران و گیاهان است. سایت پیشاتاریخی مهم لپنسکی ویر نیز در این منطقه قرار دارد. | [ ۱۷ ] |
| ۲  |                       | دلیبلاتسکا پشچارا              | بانات                              | ۲۰۰۲    | ۱۶۹۵ viii, ix, x    | یک منطقهٔ شنی بزرگ، که باقی‌ماندهٔ یک بیابان باستانی حاصل عقب‌نشینی دریای پانونی است. عمدهٔ پوشش این منطقه گیاهی است که در ۱۷۰ سال گذشته به صورت برنامه‌ریزی‌شده‌ای معرفی شده‌است. | [ ۱۸ ] |
| ۳  |                       | منظرهٔ طبیعی جاوولیا واروش      | کورشوملیا                          | ۲۰۰۲    | ۱۷۰۰ vii            | سازه‌های سنگی، که حاصل فرسایش آبی توف آتشفشانی است. حدود بیش از ۲۰۰ ستون وجود دارد، که بین ۲ متر (۶ فوت ۷ اینچ) تا ۱۵ متر (۴۹ فوت) بلند هستند. بیشتر آن‌ها بر سرشان بلوک‌های آندزیت دارند که از فرسایش بیشتر آن‌ها محافظت می‌کند. | [ ۱۹ ] |
| ۴  |                       | پارک ملی تارا و دره رود درینا  | ناحیه زلاتیبور                     | ۲۰۰۲    | ۱۶۹۸ x              | منطقه حفاظت‌شده مهمی که در آن گونه‌های مختلف گیاهی و جانوری زندگی می‌کنند. در میان گونه‌هایی که در خطر انقراض قرار دارند، می‌توان خرس قهوه‌ای، بز کوهی اروپایی و عقاب طلایی را یافت. | [ ۲۰ ] |
| ۵  |                       | پارک ملی کوه‌های شار            | جنوب-غربی صربستان (کوزوو و متوهیا) | ۲۰۰۲    | ۱۶۹۷ vii, x         | این پارک ملی یکی از مهم‌ترین مناطق حفاظت‌شده در بالکان است که بیش از ۱۵۰۰ گونهٔ گیاهی آوندی را در خود جای داده که حدود ۲۰٪ آن‌ها بومی و باستانی هستند. گونه‌های پرنده‌ای انبوهی نیز در این پارک ملی وجود دارند. بخش‌های مرتفع توده دارای ویژگی‌های انتقالی مناطق آلپی و کوهستانی مدیترانه‌ای است. | [ ۲۱ ] |
| ۶  |                       | جاستینیانا پریما               | ناحیه یوبلانیکا                    | ۲۰۱۰    | ۵۵۳۹ ii, iii        | این شهر توسط امپراتور روم شرقی ژوستینین یکم نزدیک زادگاهش ساخته شد تا فرمانروایی روم شرقی را منصوب و به گسترش مسیحیت کمک کند. | [ ۲۲ ] |
| ۷  |                       | ماناسیا                        | دسپوتوواتس                         | ۲۰۱۰    | ۵۵۳۶ i, ii, iv, vi  | این صومعه پس از نبرد کوزوو به عنوان موهبتی برای حاکم وقت استفان لازارویچ ساخته شد. ساخت آن از سال ۱۴۰۶ تا ۱۴۱۸ طول کشید. ویژگی خاص آن استحکامات آن است که توانایی دفاع و محافظت از سکونتگاه صومعه را دارد. | [ ۲۳ ] |
| ۸  |                       | نگوتینسکه پیونیتسه             | نگوتین                             | ۲۰۱۰    | ۵۵۳۷ iii, iv, v, vi | انبارهای شراب در منطقهٔ نگوتین، که قدمتشان به نیمهٔ دوم سدهٔ ۱۹ میلادی می‌رسد. این انبارهای شراب معمولاً به عنوان سازه‌های تاریخی‌تر و باکیفیت‌تری نسبت به خانه‌های خانوادگی ساخته می‌شدند. مردمی که در این منطقه زندگی می‌کنند تنوعی از آداب و رسوم سنتی را حفظ می‌کنند که به تولید شراب مرتبط هستند. | [ ۲۴ ] |
| ۹  |                       | دژ اسمدرفو                     | اسمدرفو                            | ۲۰۱۰    | ۵۵۳۸ iv, v          | این دژ واپسین سازهٔ بزرگ از ساختمان‌های نظامی صربستان است و یکی از بزرگ‌ترین استحکامات در جنوب‌شرقی اروپا به شمار می‌رود. این دژ به عنوان جایگزینی برای بلگراد که در سال ۱۴۲۷ پس از مرگ استفان لازارویچ به مجارستان سپرده شد ساخته شد. برخلاف بلگراد، دژ نوی اسمدرفو یک منطقهٔ دفاعی کوچک‌تر را پوشش می‌داد و چیدمان داخلی ساده‌تری داشت. سامانهٔ دفاعی مبتنی بر به‌کارگیری سلاح‌های سرد است که نتیجه اتخاذ راه و روش‌های سنتی از معماری نظامی بیزانس است. طراحی دژ از دیوارهای قسطنطنیه الهام گرفته‌است. | [ ۲۵ ] |
| ۱۰ |                       | چشم‌انداز فرهنگی باچ و اطراف آن | باچ                                | ۲۰۱۹    | ۶۳۸۶ ii, iii, v     | شهر باچ ساختمان‌هایی ساخته شده از سدهٔ ۱۲ تا ۱۹ میلادی دارد که تحت تأثیر هنرهای رمانسک، رنسانس، گوتی، بیزانسی، اسلامی و باروک ساخته شدند. این منطقه یک جمعیت چندقومیتی از صرب‌ها، اسلواک‌ها، کروات‌ها، مجارها، رومانیایی‌ها و مردم کولی دارد. آنها با کشاورزی و دامداری زندگی می‌کنند. | [ ۲۶ ] |
| ۱۲ | Petrovaradin fortress | لیمس‌های دانوب - صربستان        | چندین مکان                         | ۲۰۲۰    | ۶۴۷۵ ii, iii, iv    | استحکامات کنار لیمس‌های رومی. سایت‌های در صربستان، شامل بازمانده‌ها در پترو وارادین، بلگراد، زمون، کلادووا، گولوباک و تابولا ترایانا می‌شود. این نامزدی با کرواسی، بلغارستان و رومانی مشترک است. | [ ۲۷ ] |

## یادداشت
1. ↑  جمهوری کوزوو در ۱۷ فوریه ۲۰۰۸ به طور یک‌جانبه اعلان استقلال کرد اما صربستان همچنان آن را جزئی از خاک خود تلقی می‌نماید.[۶] ۱۱۳ کشور از ۱۹۳ کشور عضو سازمان ملل متحد، کوزوو را به عنوان کشوری مستقل به رسمیت شناخته‌اند و ۱۰ کشور از اقدام خود بازگشته‌اند.[۷] سازمان ملل اکیداً دربارهٔ استقلال کوزوو بی‌طرف است. دو کشور در سال ۲۰۱۳ در پی توافق بروکسل اقدام به عادی‌سازی روابط نمودند.[۷] کوزوو در سال ۲۰۱۵ در تلاش برای عضویت در یونسکو ناموفق بود.[۸] در سال ۲۰۱۷، دولت تصمیم گرفت پیشنهادهای آتی را به تعویق بیندازد.[۹]
2. ↑  Negotinske Pivnice